# Antialkides

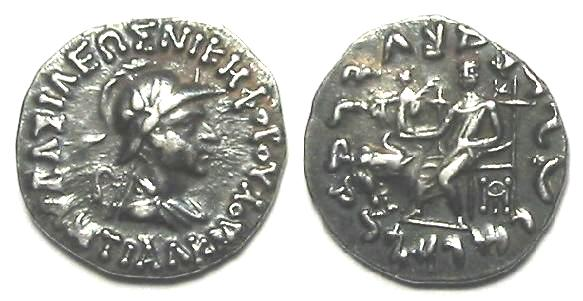
Pièce frappée par Antialkides

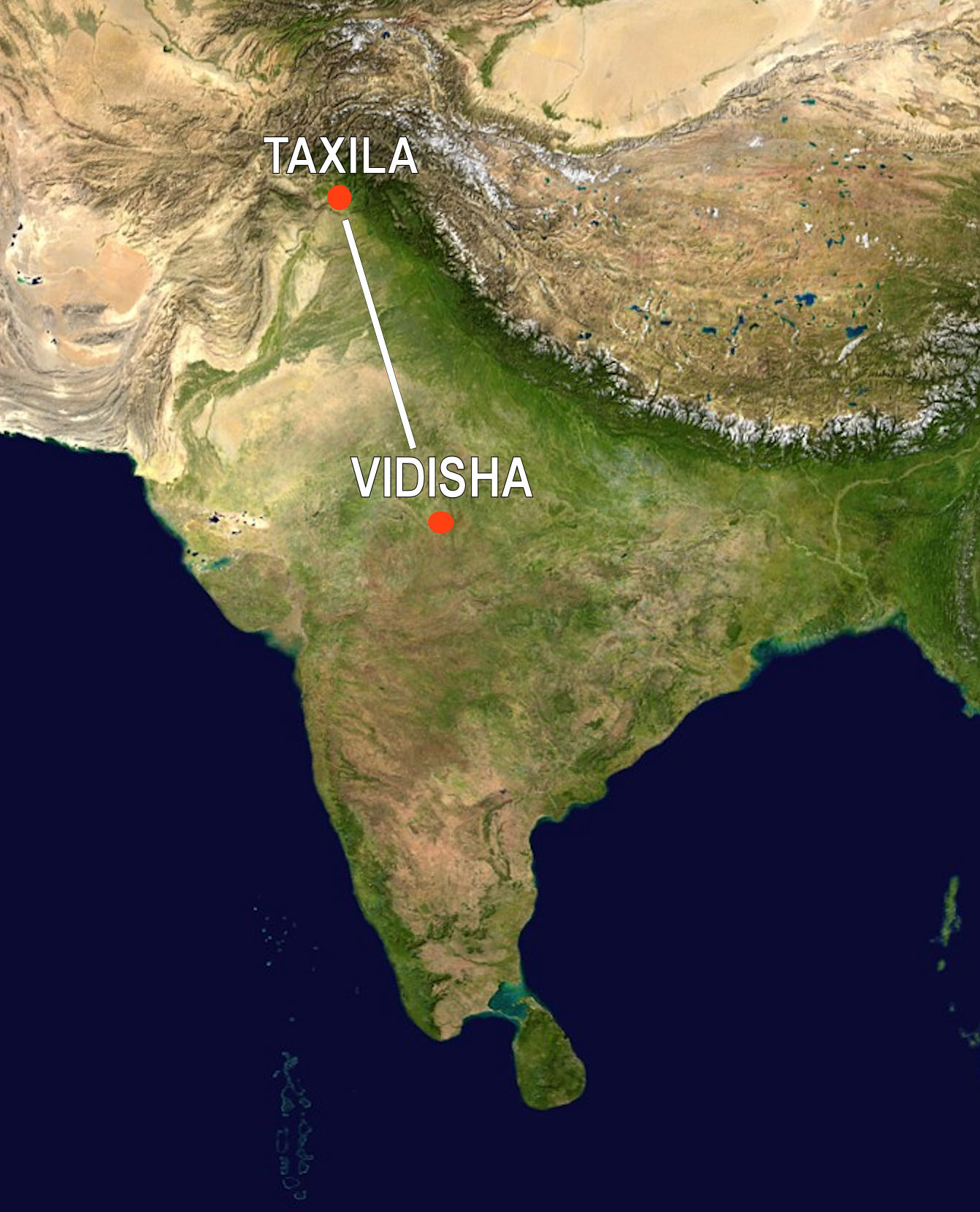
Heliodoros, ambassadeur d'Antilkides auprès du roi Shunga Bhagabhadra, érigea le pilier d'Héliodoros à Vidisha.

Antialkides ou Antialcidas est un roi indo-grec, qui règne depuis sa capitale Taxila d'environ 115 à 95 av. J.-C.

## Ambassade d'Héliodoros
Antialkides est connu grâce à une inscription gravée sur le pilier d'Héliodoros, érigé par son ambassadeur à la cour du râja Bhagavata des Shunga à Vidisha, mais aussi par les pièces de monnaie qu'il a frappées. Sur celles-ci, il est montré de profil tête nue tantôt portant un casque macédonien rond surmonté d'une crête tantôt de la causia, sorte de large chapeau plat, coiffure nationale des Macédoniens, tantôt la tête ceinte d'un bandeau (diadema) hellénique.

## Numismatique
Sur l'une de ces pièces, on découvre, côté pile, Zeus accompagné de Niké, la victoire, qui offre une guirlande à un éléphanteau portant une cloche autour du cou. Selon certaines interprétations (Grousset), l'éléphanteau symbolise le Bouddha Siddhartha Gautama, qui a pris la forme d'un petit éléphant pour entrer dans l'utérus de la râni Mâyâ, sa mère, une scène souvent représentée dans l'art gréco-bouddhiste. Dans ce cas, la scène représenterait la victoire du bouddhisme. Selon d'autres interprétations, l'éléphanteau aurait été le symbole de la ville de Taxila. 
Antialkides frappa quelques pièces de monnaie dans le style grec de Bactriane - avec le texte en grec seulement - mais la plupart de ses monnaies sont bilingues, en grec et kharoshthî. Antialkides est le dernier roi indo-grec occidental à avoir régné sur l'ensemble des secteurs des Paropamisades, du Gandhâra et du Taxila. À la fin de son règne, son territoire a été divisé en trois royaumes.